# Бойла Кутлуг Ярган
Бойла Кутлуг Ярган (др. кырг. 𐰉𐰆𐰖𐰞𐰀:𐰴𐰆𐱄𐰞𐰍:𐰖𐰺𐰍𐰣, Boĭla Qutluγ Jarγan) — министр и военачальник Кыргызского каганата, который ранее состоял на службе в Уйгурском каганате, но позже перешёл на сторону енисейских кыргызов в ходе войны между древними уйгурами и енисейскими кыргызами.

## Биография
Ранее состоял на службе в Уйгурском каганате и был одним из уйгурских министров. Принимал активное участие в междоусобицах в Уйгурском каганате, в 839 году в государстве узурпировал власть министр Гюйлофу, посадив на трон малолетнего Хэса Телея. Не признав власть узурпатора, Бойла Кутлуг Ярган (Гюйлу Мохэ) со своими войсками перешёл на сторону енисейских кыргызов и присягнул на верность кыргызскому Ажо. Войска Бойла Кутлуг Яргана поспособствовали победе енисейских кыргызов в битве при Орду-Балыке. После победы кыргызов в кыргызско-уйгурской войне, Бойла Кутлуг Ярган имел статус вельможи и был одним из государственных деятелей в Кыргызском каганате.

## Рунический памятник

Рунический текст с Суджинской надписи

В историографии существуют споры с литературным переводом Суджинской надписи, по одной из версий перевода памятник гласит следующее:
- (1) На уйгурской земле Яглакар-ханов я был назначен.
- (2) Я — сын кыргызов. Я — благородный судья.
- (3) Я — министр благородного тархана-первого министра.
- (4)  Слава обо мне распространилась на востоке и на западе.
- (5) Я был богат. У меня было десять загонов для скота, а лошадей — без счёта.
- (6) Своих сыновей я женил, своих дочерей выдал замуж без выкупа. Своему наставнику в вере я дал сто гнедых коней. Я увидел детей моих детей и сыновей.
- (7) Теперь я умер, и их покинул! Сыновья мои! Будьте среди людей подобно моему наставнику! Служите хану! Будьте мужественны!
- (8) Мой старший сын неожиданно ушел. Его я не увидел перед смертью. Мой сын, мой лев!»